# Litophyton erinaceum
Litophyton erinaceum is een zachte koraalsoort uit de familie Alcyoniidae. De koraalsoort komt uit het geslacht Litophyton. Litophyton erinaceum werd voor het eerst wetenschappelijk beschreven door Kükenthal. 